# اتصل بمدير أعمالي
اتصل بمدير أعمالي (بالتركية: Menajerimi Ara)‏
هو مسلسل تلفزيوني تركي، من إنتاج القمر للإنتاج، وإخراج دنيز شلبي ديكيلتاش وسيناريو أوراش جونيش وفولكان يزيجي. يمزج المسلسل بين الدراما والكوميديا، ويركز على تجارب أربعة مدراء مع مساعديهم في وكالة مواهب مرموقة. مع كل حلقة، ينضم ممثلون من صناع السينما والمسلسلات التلفزيونية إلى المسلسل كضيوف وبشخصياتهم الحقيقية. مقتبس من المسلسل التلفزيوني الفرنسي اتصل بوكيل أعمالي!.

## موعد العرض
كان البث مساء الثلاثاء من الحلقة الأولى إلى الثامنة، ثم تغير إلى مساء الأحد من الحلقة التاسعة.
| الموسم | الموسم | الحلقات | الحلقات | البث الأصلي   | البث الأصلي   | البث الأصلي |
| الموسم | الموسم | الحلقات | الحلقات | البث الأول    | البث الأخير   | الشبكة      |
| ------ | ------ | ------- | ------- | ------------- | ------------- | ----------- |
|        | 1      | 45      | 45      | 25 أغسطس 2020 | 11 يوليو 2021 | ستار تي في  |